# Cool Runnings (soundtrack)
Cool Runnings is de originele soundtrack van de film met dezelfde naam, die werd uitgebracht op 28 september 1993 door Columbia Records.
Het album bevat voornamelijk reggae muziek die werd gebruikt in de film. Maar er staan ook tracks op het album van de originele filmmuziek, die gecomponeerd zijn door Hans Zimmer. Additioneel muziek werd gecomponeerd door Nick Glennie-Smith. Het nummer "I Can See Clearly Now" werd speciaal voor de film opnieuw geproduceerd, die gezongen werd door Jimmy Cliff. Dit nummer werd ook op single uitgebracht.

## Nummers
| Nr.                                                        | Titel                      | Artiest(en)            | Duur |
| ---------------------------------------------------------- | -------------------------- | ---------------------- | ---- |
| 1                                                          | Wild Wild Life             | Wailing Souls          | 3:36 |
| 2                                                          | I Can See Clearly Now      | Jimmy Cliff            | 3:16 |
| 3                                                          | Stir It Up                 | Diana King             | 3:49 |
| 4                                                          | Cool Me Down               | Tiger                  | 3:50 |
| 5                                                          | picky Picky Head           | Wailing Souls          | 4:10 |
| 6                                                          | Jamaican Bobsledding Chant | Worl-A-Girl            | 4:16 |
| 7                                                          | Sweet Jamaica              | Tony Rebel             | 3:51 |
| 8                                                          | Dolly My Baby              | Super Cat              | 3:32 |
| 9                                                          | Love You Want              | Wailing Souls          | 3:59 |
| 10                                                         | Countrylypso               | Hans Zimmer            | 2;48 |
| 11                                                         | The Walk Home              | Hans Zimmer            | 4:37 |
| Bij de editie van Europa, werd een bonus track toegevoegd: |                            |                        |      |
| 12                                                         | Rise Above It              | Lock, Stock And Barrel | 3:32 |